# Gauthier II de Nemours
Pour les articles homonymes, voir Gauthier II.
Gauthier II de Nemours ou Gauthier II de Villebéon, dit « le Maréchal » remplit des fonctions analogues à celles d'un maréchal de France sous Philippe Auguste et Louis VIII.

## Biographie
Gautier le jeune, est le fils de Gauthier de Villebéon et d'Aveline de Nemours. Il est grand chambellan de France après la mort de son père en 1205. Il participe à la reconstitution des archives royales, à la suite de leurs pertes dans la bataille dite de Fréteval en 1194, et après sa mort la tâche sera reprise par Guérin pour aboutir au Trésor des chartes
. 
En 1214, il participe à la bataille de Bouvines.
Il prend part à la cinquième croisade et combat au siège de Damiette, mais il est fait prisonnier en 1219 et meurt peu après en captivité.
Après sa mort, c'est Philippe II de Nemours qui est choisi pour être grand chambellan puis c'est son fils, Adam de Villebéon, qui le devient, nommé par Philippe Auguste.

## Sources
- Service historique de l'Armée de Terre (Vincennes)
- Louis VIII Le Lion par Gérard Sivéry (Le Club)
- Recherches généalogiques sur la famille des seigneurs de Nemours (E.Richmond)